# Josefina Salvador Segarra
Josefina Salvador Segarra, (Castelló de la Plana 20 de febrer de 1920 - València 20 de maig de 2006) fou una violinista i pedagoga valenciana.

## Biografia
Filla del violinista Josep Salvador Ferrer i Matilde Segarra Gil, vivia amb la seua germana, la compositora Matilde Salvador i Segarra, filla predilecta de Castelló, a la capital del Túria i amb aquest passava els estius a Benicàssim. El seu matrimoni amb Fernando Gaos i González Pola va tenir una curta durada, vivint després a València amb la seua germana Matilde, la qual va tenir cura d'ella, que tenia una feble salut, fins als darrers dies. Va desenvolupar diferents vessants de l'art. D'una banda es va dedicar a la música com a intèrpret de violí amb nombroses actuacions arreu del món, sobretot als concerts de la Societat Filharmònica de València.
Estudià a París amb els mestres René Benedetti i George Enescu. Actuà arreu d'Europa i impartí cursos de música. Va ser deixebla del violinista borrianenc Abel Mus i més tard es va dedicar a la docència musical ocupant el càrrec de catedràtica del Conservatori Superior d'Alacant Òscar Esplà. De molt menuda va assistir amb son pare a un concert del pianista Artur Rubinstein a Borriana. Es tractà del seu primer record musical, segons testimoni propi en una entrevista publicada a la premsa de Castelló el 6 de juny de 1998, en la qual recordava la interpretació de Berceuse del Chopis i de la Dansa del Foc de Manuel de Falla. Xavier Casp li dedicà un poema i Salvador Bacarisse dues composicions musicals. D'altra banda, va col·laborar en diverses publicacions periodístiques amb articles com a crítica experta en moda, entre les quals podem citar les publicades al suplement Siete Días del diari Mediterráneo de Castelló o a l'ABC de Sevilla, des dels anys vuitanta fins a finals dels noranta. El poeta Manuel Molina li dedicà el seu llibre Amistad con Miguel Hernández en Alacant el 18 de gener de 1972.